# إدارة المشروعات الكبرى بالقوات المسلحة (مصر)
إدارة المشروعات الكبرى هي إحدى إدارات الهيئة الهندسية بالقوات المسلحة المصرية.

## مديري الإدارة
- لواء أركان حرب / إيهاب عبد الله.[1]
- لواء أركان حرب / أحمد فهمي فرج.[2]
- لواء أركان حرب / شفيع عبد الحليم داوود.[3]
- لواء أركان حرب / عصام الخولي.[4]
- لواء أركان حرب / كرم سالم.[5]
- لواء أركان حرب / خالد عرابي.[6]
- لواء أركان حرب / أحمد السروجي.[7]
- لواء أركان حرب / حسين شفيق.[8]
- لواء أركان حرب / محمد نبيل حلمي.[9]